# Бригада (телесеріал)
«Бригада» (рос. «Бригада») — культовий російський кримінально-драматичний телесеріал 2002 року режисера Олексія Сидорова. Кримінальна сага складається з 15-х серій, показані в них події охоплюють період з 1989 по 2000 рік. У центрі сюжету — історія злочинного угруповання чотирьох найкращих друзів і лідера угруповання Олександра Бєлова.
Фільм став режисерським дебютом Олексія Сидорова та приніс широку відомість виконавцям головних ролей: Сергію Безрукову, Андрію Паніну, Катерині Гусєвій, які мали до цього певну популярність, а також Дмитру Дюжеву, Володимиру Вдовиченкову, Павлу Майкову (до цього майже не знімалися). Кілька ролей другого плану у фільмі виконали знамениті актори старшого покоління: Валентина Теличкина, Микола Єременко, Віктор Павлов, Олександр Белявський та інші.
«Бригада» позиціонується як «російська гангстерська сага». За словами режисера Олексія Сидорова, орієнтиром для нього служили такі класичні кінострічки, як «Хрещений батько» і «Одного разу в Америці», проте в першу чергу — фільм «Обличчя зі шрамом» 1932 р.
З 27 жовтня 2015 року серіал заборонений до показу на території України для захисту інформаційного простору держави від російського пропагандистського та ідеологічного впливу.

## Сюжет
Серіал починається з флешфорварда — сцени аварії, в якій ледь не загинули Бєлов і двоє його друзів (зима 1997 року) і яка фактично стала початком кінця «бригади». Після сцени аварії події показують у хронологічному порядку, починаючи з літа 1989 року.

### 1 серія
У 1989 році Олександр Бєлов («Білий») демобілізується з армії і повертається додому, щоб знову побачити матір, найкращих друзів (Пчолу, Коса і Філа), свою кохану дівчину Олену Єлисєєву, і планує вступити до гірського інституту. Але за час його служби в армії життя в країні сильно змінилося, і тепер його найкращі друзі Віктор Пчолкін («Пчола») і Космос Холмогоров («Кос») промишляють рекетом на московських ринках, а його кохана стала повією. Бєлов не хоче вірити чуткам, і йде на її «робочу точку», проте замість розмови з Оленою розбиває голову її сутенеру на прізвисько Муха. Його шукає весь московський кримінал, але Бєлов приходить до них сам і пропонує з'ясувати стосунки з Мухою сам на сам.

### 2 серія
Після перемоги над Мухою Бєлов продовжує жити в стороні від криміналу і досі планує вступити до гірського інституту. Він не підозрює, що потрапив до списку особистих ворогів двоюрідного брата Мухи, старшого лейтенанта міліції Володимира Каверіна. Філ на черговому медогляді дізнається, що в нього з'явилися симптоми хвороби Паркінсона, і що з боксом йому доведеться зав'язати. Лікар пропонує йому взяти участь в боях без правил, і Філ погоджується. Друзі приходять підтримати Філа, там само опиняється і Муха, який вирішує вбити Білого, коли на арені починається масова бійка, але замість цього гине сам. За наводкою Каверіна у вбивстві Мухи звинувачують Бєлова, і Космосу насилу вдається попередити друга і заховати на заміській дачі Царьових, знайомих батька.

### 3 серія
Тоді як Пчола, Філ і Космос намагаються завести слідство у глухий кут, щоб допомогти другові, його матір намагається пробитися за допомогою до батька Космоса, Юрія Ростиславовича Холмогорова, члена Академії наук СРСР, який єдиний може допомогти вирішити проблеми сина, використовуючи свої зв'язки в уряді. Білий, переховуючись на дачі, закохується в скрипальку Ольгу Сурикову, яка живе по сусідству, і навіть їде на побачення з нею в місто, попри розшук. На вокзалі у неї ламається підбор, а коли Саша йде його лагодити, Ольга дізнається, що він перебуває в розшуку, і їде додому. Друзі вирішують розважити друга і влаштовують на дачі гучну вечірку з чотирма спортсменками-плавчинями.

### 4 серія
Галаслива вечірка привертає увагу дільничного, який впізнає Бєлова за орієнтуванням і викликає групу захоплення, яка оточує дачу Царьових. Але друзям удається втекти, при чому Бєлова важко ранять. Батькові Космоса все ж вдається з допомогою своїх зв'язків «закрити» справу проти Олександра Бєлова, і йому доводиться на два роки виїхати з Москви, щоб справу остаточно зам'яли. Через два роки Бєлов уже активно рекетує разом з друзями, а Філ примудряється ще й працювати каскадером. Бєлов каже, що їхні доходи замалі, що пора рости далі, і тоді вони виходять на велику торгову компанію «Курс-Інвест». Так бригада вперше потрапляє під нагляд спецслужб, і друзі знову встають на шляху у Каверіна.

### 5 серія
Москва, 1991 рік. Саші Бєлову з друзями вдається підім'яти під себе компанію «Курс-Інвест», а її колишній господар Артур Веніамінович Лапшин, приєднуючись до Каверіна, стає ще одним заклятим ворогом бригади. Білий нарешті грає гучне весілля з Ольгою, а Пчола, Філ і Космос роблять молодятам шикарний подарунок: ключі від нової квартири у висотці на Котельницькій набережній. Після бенкету молодята ледь не гинуть від вибуху розтяжки, встановленої біля дверей нової квартири. Бригада вираховує і жорстоко карає виконавця замаху, але друзі так і не дізнаються, що організатори замаху — Лапшин і Каверін. Пчола по телефону посилає постачальників Артура, які вимагають оплату за поставлений алюміній, і вони виїжджають до Москви.

### 6 серія
Саша Білий на стрілці з таджицькими постачальниками алюмінію, яких Пчола послав по телефону, зустрічає свого армійського друга Фархада Джураєва (Фара), який став кримінальним авторитетом на своїй батьківщині, і розбірки швидко перетворюються на бенкет на честь зустрічі. Фархад пропонує армійському другу спільну справу в перевезенні наркотиків. Білий погоджується і на ходу придумує безпрограшну схему перевезення. Спецслужби дізнаються про угоду і роблять йому пропозицію, від якої важко відмовитися, — або 12 років таборів, або свобода в обмін на співпрацю (співробітник КДБ Введенський вимагає, щоб наркотики з Таджикистану пройшли повз Росію далі в Європу). Бєлов погоджується, і тут же Каверіна виганяють з органів, а Артура змушують виїхати за кордон. В цей же час в країні починається державний переворот (серпневий путч).

### 7 серія
Осінь 1993 року. Бєлов повертається з ділової поїздки в США, Ольга скоро має народити, а в країні триває криза (біля Білого Дому стоять танки). До Москви приїжджає Фархад, щоб домовитися про продаж наркотиків. Біля колишнього офісу Артура Лапшина на бригаду і Фархада налітає ЗМОП і відвозить до Бутирської в'язниці, де вже сидить Каверін, який тепер працює на авторитета на прізвисько Бек. Поки бригада знаходиться в Бутирці, Ольга народжує сина Івана. Введенський допомагає Бєлову вийти, і друзі їдуть до пологового будинку. Після пологового вони знову їдуть в офіс, де Білий остаточно свариться з Фархадом, який продовжує наполягати, що Москва залишиться для наркотиків транзитом (він не забуває про домовленість із Введенським). Каверін дізнається про пропозицію Фархада, і Бек посилає своїх людей купити у Фархада наркотики, а після операції вони вбивають Фархада і його людей.

### 8 серія
Білий вирушає в Таджикистан на уклін до батька Фархада і переконує його, що не винен у смерті друга, показує фото свого новонародженого сина і клянеться знайти винних у смерті Фархада. Каверін веде подвійну гру, приносить Беку гроші і наркотики вбитого Фархада, а сам здає Бека бригаді Бєлова, і невдовзі банда Бека припиняє існувати. Потім Каверін передає спецслужбам компромат на бригаду Бєлова, і Введенський вирішує використовувати його як противагу активно міцніючій бригаді Бєлова, який за допомогою Віктора Петровича, великої людини з уряду, збирається легалізувати свій бізнес. Злодій у законі Лука пропонує бригаді зайнятися постачанням зброї до Чечні. Спецслужби радять прийняти цю пропозицію, але Бєлов відмовляється. За замовленням злодіїв на Бєлова скоюється замах, і йому доводиться переховуватись.

### 9 серія
Після замаху охоронець Макс відвіз родину Бєлова до Підмосков'я, а він сам переховується на таємній московській квартирі. Його матір помирає від інфаркту, коли дізнається про замах. У Вані починається сильний кашель і піднімається температура, і Макс змушений везти його до місцевої лікарні. Дорогою ДАІ заарештовує всю охорону, а люди Луки оточують лікарню, в якій з охоронців родини залишається тільки Макс. Віктор Петрович відмовляється допомогти, а Лука, нагадуючи про оточену лікарню з його родиною, пропонує Бєлову зустріч, на якій його повинен буде вбити снайпер. Але Каверін веде свою гру, і замість Білого снайпер стріляє в Луку, а Введенський змушує Бєлова постачати зброю до Чечні, тепер уже під керівництвом Каверіна.

### 10 серія
Лютий-березень 1995 року. В Чечні триває війна, кожен день зі зброї, яку бригада надсилає до Чечні, вбивають російських солдатів. Космос пропонує Саші покінчити зі зброєю, а сам захоплюється кокаїном. Бєлов періодично йде в запої і програє гроші в казино. В один із таких днів він знайомиться з кінопродюсером Андрієм Кордоном, який винен Філу гроші, та його подругою, акторкою Анютою. До того ж казино приїжджає Каверін, і між ними відбувається конфлікт, в результаті якого Бєлов розбиває об його голову пляшку шампанського, бере Анюту і їде до неї на всю ніч. Космос, після чергового загулу, роз'їжджає під кайфом містом і потрапляє у ДТП, а коли його відвідує Білий, він зізнається, що саме він у жовтні 1989 року в Раменському застрелив Муху. Білий пробачає Космосу, вирішує покінчити з чеченським транзитом і з допомогою Віктора Петровича зриває постачання зброї, під час якої ледве не гине Каверін, і припиняє всі стосунки з Введенським.

### 11 серія
Зима 1997 року. Пчола пропонує нову схему з німцями і кавказькою нафтою, але Білий відповідає відмовою, і після переговорів Пчола їде до аеропорту не з друзями, а з кавказцями. У машині, де їдуть Білий, Космос і Філ, стається вибух. Друзі дивом рятуються, а Філа у важкому стані відвозять до лікарні. Космос упевнений, що вибух організував Пчола, незадоволений відмовою Саші, і коли вони дізнаються, що він не вилетів до Німеччини, всім людям дається наказ розшукати Пчолкіна. Пчола сам розуміє, що у друзів є всі причини вважати його винним, і намагається довести свою непричетність до вибуху з допомогою Ольги. Вони зустрічаються в аптеці, куди Ольга заходить одна. Пчола просить її взяти в Анюти відеокамеру, яка лежала в машині Філа. Їхню розмову перериває начальник охорони Бєлова Шмідт, який забирає Пчолу і везе на розбір до Білого.

### 12 серія
Вітю Пчолкіна привозять до Білого, і він чудово розуміє, що не може довести свою невинність. Його рятує тільки те, що Філу потрібна рідкісна група крові (третя негативна), яка збігається з його групою крові. Щоб врятувати Вітю, Ольга вирушає до коханки чоловіка Анюти і забирає камеру з відеокасетою, де чітко видно, що вибухівку в машину Філа підклав кінопродюсер Андрій Кордон (через борг у 100 тисяч доларів). Білий і Космос просять вибачення у Пчоли за те, що вважали його зрадником, і вже через кілька годин напиваються медичного спирту, а потім дізнаються від Ольги, що Валера в комі. Після чергової кінопрем'єри вбивають Андрія Кордона. Після обіду в кафе, де вони зустрічалися з убивцею Кордона Шмідтом, Космоса і Пчолу хапають поліційні спецпризначенці, відвозять до лісу і змушують рити собі могили.

### 13 серія
Після гучного вбивства кінопродюсера та історії із затриманням Космоса, Пчоли і Шмідта, Бєлов питає поради у Віктора Петровича, який рекомендує терміново розібратися з бухгалтерією фонду «Реставрація» і на деякий час відійти від справ. Прочитавши в газеті про вбивство Кордона, Ольга йде від Саші і забирає з собою сина. Після спроби повернути Ольгу він зустрічає лейтенанта Нікітіна, який у 1989 році впізнав його по орієнтуванню, і під час п'янки дізнається, що його заклятий ворог Каверін живий і балотується до російського парламенту. Бєлов вирішує залишити кримінальну діяльність і після передачі всього бізнесу друзям теж висуває свою кандидатуру на вибори до Держдуми. В цей же час Філ виходить із коми і йде на поправку.

### 14 серія
Зима 1999 року. Люди Каверіна всіма можливими способами намагаються очорнити Бєлова: друкують листівки «Братва рветься до влади», потім самі ж спалюють типографію, яка друкує ці листівки, ставлять у передвиборчому штабі Бєлова жучки. Для передвиборних дебатів з-за кордону приїжджає Артур Лапшин і розповідає про особистий досвід знайомства з бригадою Бєлова. Тим часом Бєлов намагається повернути Ольгу, везе її на ту ж дачу, де переховувався з 1989 року, згадує, як зустрів її, розповідає їй про свої почуття, і вони миряться. Під час теледебатів людям Бєлова вдається підмінити відеоплівку, і замість компромату на екрані показується уривок з фільму «Хрещений батько». В кінці дебатів Бєлов виголошує зворушливу промову і здобуває перемогу. Під час святкування Макс убиває ножем Пчолу і Космоса перед самим приїздом Бєлова з дружиною.

### 15 серія
Бєлову повідомляють, що в лікарні ножем зарізали Філа і його дружину Тамару. Макса ніде не можуть знайти, а Введенський повідомляє, що Макс, який 9 років був охоронцем Бєлова, з 1991 року працював на Каверіна. Всі кримінальні авторитети, батько Космоса, Введенський, Віктор Петрович просять Сашу Білого не вмикати "відповідку" і не мститися Каверіну, але Білий нікого не хоче слухати. Він розстрілює квартиру Каверіна з кулемету, потім зв'язується з другом Філа каскадером Олександром Іншаковим і дорогою на похорони друзів інсценує власну загибель (його автомобіль вибухає). Через кілька місяців Каверін і Артур, впевнені в загибелі усіх своїх ворогів, разом зі своїм охоронцем Максом перевіряють черговий будівельний об'єкт… Саша Білий, замаскувавшись під зварника, вбиває Макса, Каверіна, Лапшина і усіх, хто були причетні до загибелі його друзів. Його дружина із сином відлітають з Москви.

## В ролях

### Головні ролі
- Сергій Безруков — Олександр Миколайович Бєлов (Саша Білий)
- Дмитро Дюжев — Космос Юрійович Холмогоров (Кос)
- Павло Майков — Віктор Павлович Пчолкін (Пчола)
- Володимир Вдовиченков — Валерій Костянтинович Філатов (Філ)
- Катерина Гусєва — Ольга Євгенівна Бєлова (до шлюбу Сурикова)
- Андрій Панін — Володимир Євгенович Каверін

### Другорядні та епізодичні ролі
- Сергій Апрельський — Сергій Дмитрович Мухін, «Муха», бандит (1—2 серії)
- Марія Аронова — Катерина Миколаївна Бєлова, тітка Саші Бєлова (3, 5, 7—9, 15 серії)
- Олексій Алєксєєв — Роман, він же «Роберт», кілер під виглядом гея (12 серія)
- Олег Астахов — боєць СЗШР (11—12 серії)
- Лоліта Аушева — Світлана Каверіна (6, 8, 13 серії)
- Віталій Безруков — собачник (2 серія)
- Михайло Бочаров — понятий (2 серія)
- Олександра Буданова — Аня, акторка і подруга Андрія Кордона (10—12 серії)
- Анатолій Вайсман — підручний Введенського (5—8, 14—15 серії)
- Валентин Варецький — Михайлович, виконроб на будівництві торгівельного комплексу (15 серія)
- Михайло Владимиров — людина Бека, один з убивць Джураєва (7—8 серії)
- Ігор Виноградов — Ваня Бєлов, син Олі і Саші (13—15 серії)
- Олександр Високовський — Максим Карельський, «Макс», тілоохоронець Бєлова і агент Кавєріна (6, 8—9, 11—15 серії)
- Сергій Гармаш — Олександр Олександрович Тучков, «Сан Санич», командир СЗШР, полковник міліції (12 серія)
- В'ячеслав Гришечкін — чоловік на ринку (3 серія)
- Олександр Гришин — «Пума» (2 серія)
- Дмитро Гуменецький — Шмідт, начальник охорони Бєлова (11—15 серії)
- Григорій Данцигер — Антон (13—14 серії)
- Олександр Дедюшко — працівник ФСБ (15 серія)
- Володимир Довжик — юрист (4 серія)
- Микола Єременко-мол. — Юрій Ростиславович Холмогоров, батько «Космоса» (3—5, 10, 15 серії)
- Михайло Жигалов — Лука, злодій в законі (8—9 серії)
- Володимир Завікторін — водій на весіллі (5 серія)
- Олександр Іншаков — камео (2, 6, 11—12, 15 серії)
- Деніс Кіріс — опер (2 серія)
- Геннадій Козлов — Кас'янов, капітан міліції (2 серія)
- Олег Комаров — слідчий (2—3, серії)
- Олексій Кравченко — Ігор Леонідович Введенський, підполковник ФСБ (4—9, 11, 13—15 серії)
- Леонід Куравльов — Петро Ілліч, генерал-лейтенант МВС (5—6 серії)
- Микола Лещуков — Бек (7—8 серії)
- Михайло Лукашов — Швед (1—2 серії)
- Самад Мансуров — охоронець Фархада (7—8 серії)
- Фархад Махмудов — Фархад Гафурович Джураєв, «Фарик» (1, 6—8 серії)
- Петро Меркур'ев — професор консерваторії (3—4 серії)
- Алла Мещерякова — матір «Пчоли» (11, 15 серії)
- Мухаммад-Алі Махмадов — Абдула-Нурі (6—8 серии)
- Ігор Мужжухін — суперник Філа у боях без правил (2 серія)
- Олександра Назарова — Єлизавета Андріївна Сурікова, бабуся Ольги (2—5, 7—8, 10, 13—15 серії)
- Ходжадурді Нарлієв — Гафур Джураєв, батько Фархада (8 серія)
- Яна Ніколаєва (Шивкова) — дружина Введенського (8—9 серії)
- Віктор Павлов — Павло Пчолкін, батько «Пчоли» (5, 11, 15 серії)
- Наталія Панова — Лєна Єлисєєва, колишня дівчина Бєлова (1 серія)
- Ніна Персіянінова — дружина юриста (4, 5 серії)
- Ігор Письменний — іміджмейкер Бєлова (13, 14 серії)
- Дарія Повереннова — Надя, мачуха «Космоса» (2—3 серії)
- Марія Порошина — Тамара Філатова, дружина «Філа» (5, 8, 11—15 серії)
- Володимир Пучков — охоронець Кавєріна (15 серія)
- Олександр Ревенко — другий іміджмейкер (14 серія)
- Сергій Рубеко — Петрович, підручний Кавєріна (7, 10 серії)
- Костянтин Спасський — Льоша (7—8 серії)
- Павел Сіротин — директор типографії (14 серія)
- Данило Страхов — Віталій Сухотський, джазовий музикант, знайомий Ольги по консерваторії (3, 6 серія)
- Валентина Теличкіна — Тетяна Миколаївна Бєлова, матір Саші Бєлова (1—3, 5, 7—10 серії)
- Валерій Трошин — Віктор Тихонович Нікітін, лейтенант (2—4, 13, 15 серії)
- Сніжана Сінкіна — подруга Олени (1 серія)
- Олександр Фастовський — Петро, чоловік зі шрамом (4—5 серії)
- Філіп Феоктістов — продюсер Андрій Андрійович Кордон † (10—12 серии)
- Ян Цапник — Артур Веніамінович Лапшин, підприємець, колишній сусід «Пчоли» (4—6, 14—15 серії)
- Світлана Чуйкіна — Люда, секретарка Артура (4—5, 8, 10, 14—15 серії)
- Олександр Бєлявський — Віктор Петрович Зорін

## Виробництво
Зі спогадів Олександра Велединського, сценарій Бригади вони написали під час дефолту 1998 року.
Анатолій Сивушов, продюсер Бригади, виділив для групи сценаристів на чолі з Олексієм Сидоровим кімнату на Мосфільмі. І нікому не відомі сценаристи Олексій Сидоров, Ігор Порублєв і Олександр Велединський почали писати сценарій. Анатолій Сивушов старався не заважати, тільки інколи обговорював зі сценаристами те, що вони писали.
Бригада стала найдорожчим російським телесеріалом — вартість однієї серії становила 250—300 тис. доларів.

## Книги
У 2003 р. у видавництві «Олма-Пресс» вийшла серія книг «Бригада» автора під псевдонімом Олександр Бєлов. Автори сценарію серіалу не мають стосунку до написання цих книг.
Книги з 1-го по 8-ю описують події серіалу «Бригада», книги з 9-ї по 16-ту є продовженням серіалу.

## Критика
- Основні претензії до телесеріалу полягають у тому, що він романтизує бандитизм, відносини між членами злочинного співтовариства, показуючи надто привабливі (особливо для молодіжної аудиторії) образи злочинців. Яскравим прикладом може служити доля, яка спіткала Леоніда Сидорова — сина режисера серіалу, який з 8-річного віку містився в інтернаті, оскільки батьки позбавлені прав на його виховання. Будучи важким підлітком, на піку популярності «Бригади» в середині 2000-х, він зібрав навколо себе банду, члени якої зовнішнім виглядом і стосунками між собою наслідували головних героїв серіалу; для себе Леонід вибрав образ «Космоса». Спочатку займаючись дрібними вимаганнями в однолітків, злочинна група пізніше дійшла до тяжких злочинів. У 2006 р. Леонід засуджений за викрадення автомобіля, в 2008 р. отримав другу судимість — 13 років позбавлення волі за розбій, подвійне вбивство та зґвалтування.[5][6]
- Актор Павло Майков («Пчола») в січні 2018 року заявив, що серіал є злочином проти Росії[7].